# Programa Erasmus

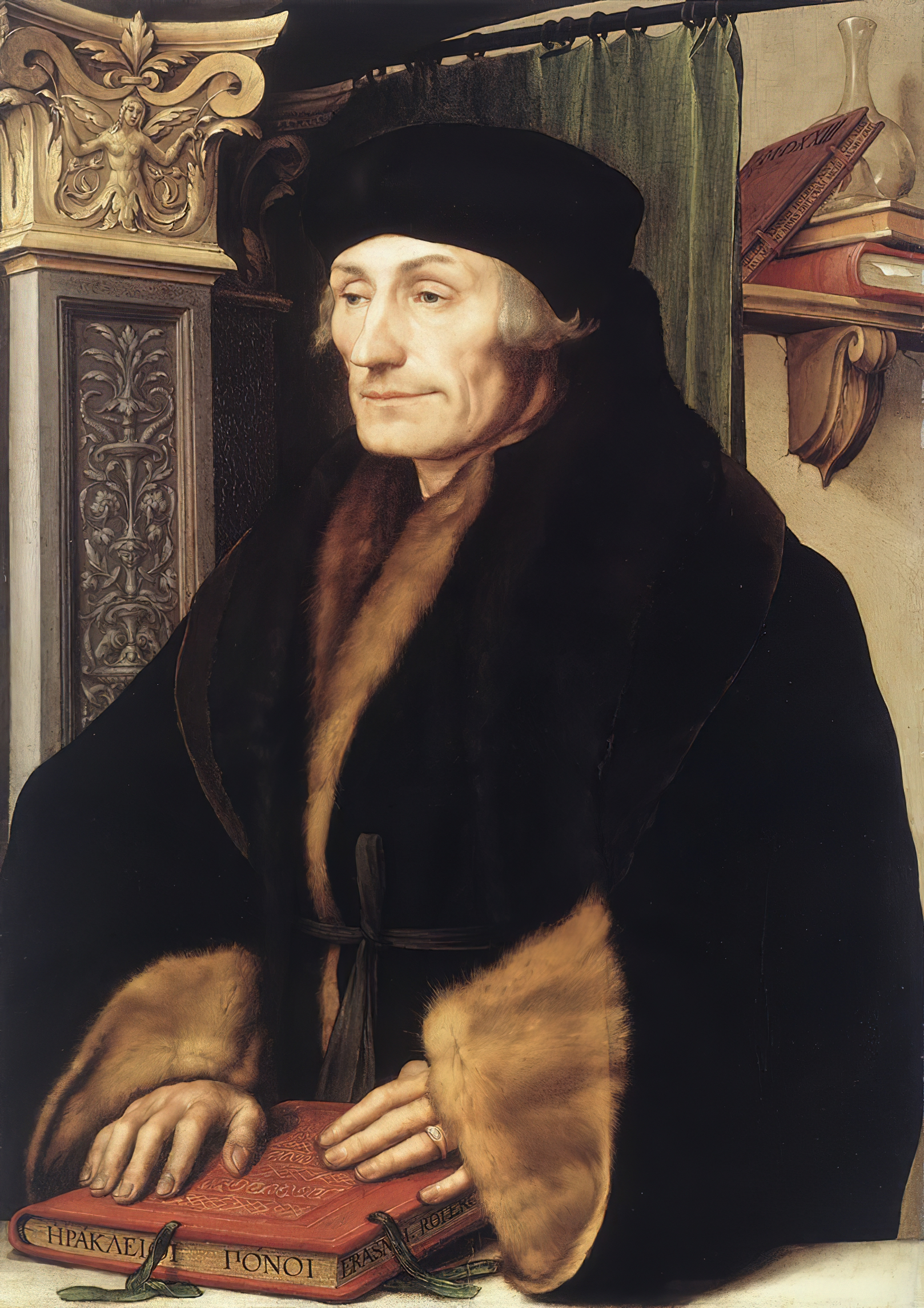
O humanista Erasmo de Roterdão nomeia e serve de ícone ao programa.

O programa Erasmus, acrónimo do nome oficial em língua inglesa, European Region Action Scheme for the Mobility of University Students (Plano de Ação da Comunidade Europeia para a Mobilidade de Estudantes Universitários), é um plano de gestão de diversas administrações públicas, que apoia e facilita a mobilidade académica dos estudantes e professores universitários através do mundo inteiro. Este programa faz parte do Espaço Europeu de Educação Superior. Erasmus+, ou Erasmus Mais, é o novo programa que combina todos os atuais planos da UE para educação, formação, juventude e desporto, e que iniciou em janeiro de 2014.

## Origem do nome
O programa deve o seu nome ao filósofo, teólogo, humanista do Renascimento, monge holandês, e devoto católico romano, Erasmo de Roterdão (em neerlandês: Erasmus), chamado de "a glória culminante dos humanistas cristãos". Erasmo, junto com seu bom amigo Thomas More, tornou-se uma das principais figuras da vida intelectual europeia durante o Renascimento. Conhecido por sua sátira, Erasmo instou a Igreja Católica a fazer uma reforma interna. Ele encorajou uma recuperação da tradição patrística católica contra o que ele considerava abusos contemporâneos dos sacramentos e certas práticas devocionais excessivas, e entrou em confronto com o revolucionário protestante Martinho Lutero sobre o assunto do livre-arbítrio. ERASMUS é um retroacrónimo que significa European Region Action Scheme for the Mobility of University Students (ou, em português, Esquema de Ação Regional Europeia para a Mobilidade de Estudantes Universitários). Erasmo viveu e trabalhou em vários locais da Europa para expandir o seu conhecimento e desenvolver seu humanismo, e foi um pioneiro da República Européia das Letras. Ele foi um dos primeiros intelectuais a utilizar como veículo de difusão das suas ideias uma tecnologia pioneira, nomeadamente a tipografia de caracteres móveis, passando grande parte do tempo em oficinas da impressão.

## História

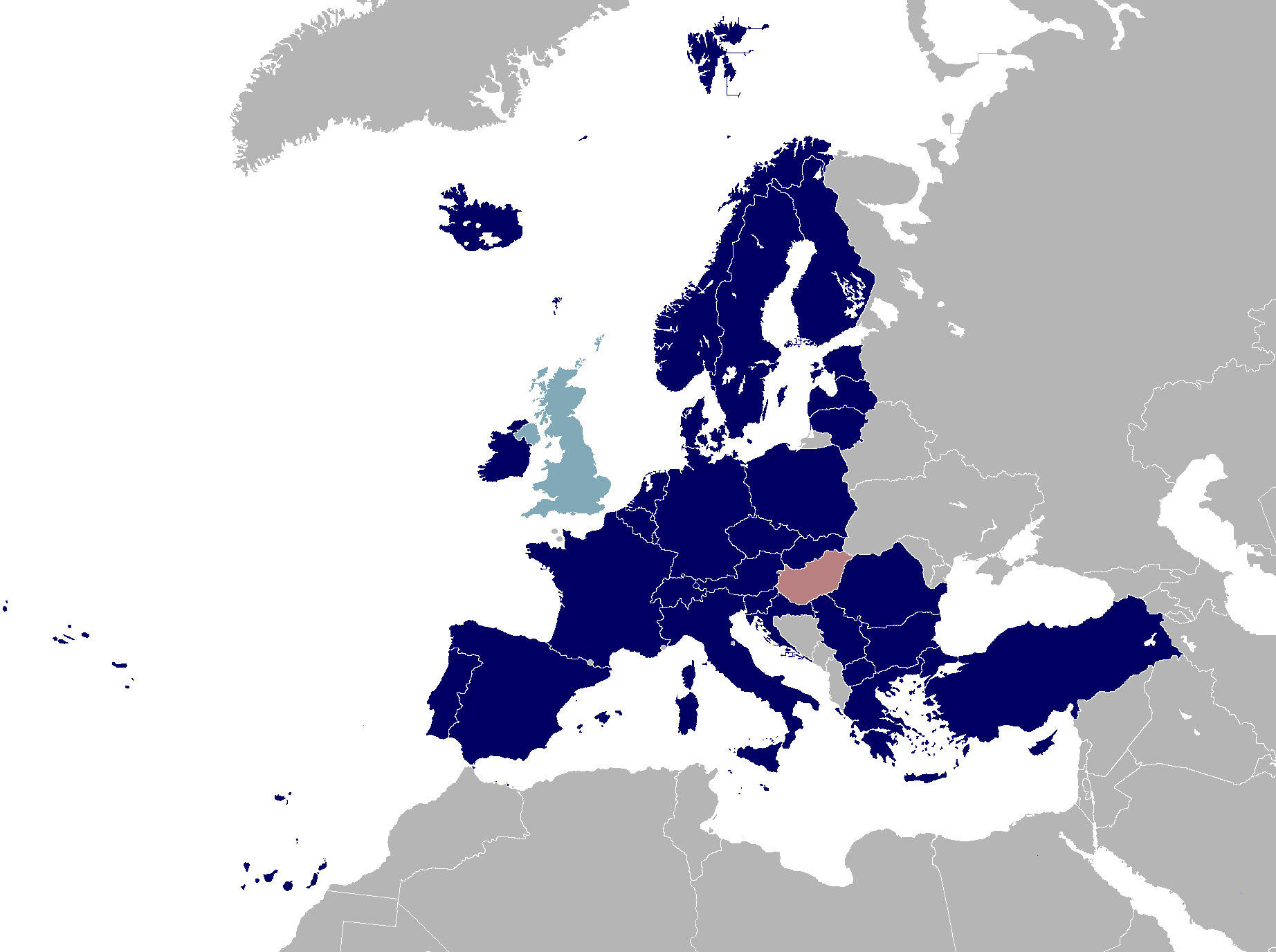
Países aderentes ao Programa Erasmus.

Foi criado em 1987 por iniciativa da associação estudantil AEGEE Europe, fundada por Franck Biancheri (mais tarde presidente do partido transeuropeu Newropeans), e promovida e posteriormente apadrinhada pelo Comissário europeu da Educação da Comissão Delors, Manuel Marín, com o especial apoio do presidente da República Francesa, François Mitterrand e do Governo de Espanha, Felipe González. O programa, juntamente com um número de outros programas independentes, incorporou-se no programa Sócrates criado pela Comissão Europeia em 1994. O programa Sócrates terminou em 31 de dezembro de 1999 e foi substituído pelo programa Sócrates II a 24 de Janeiro de 2000, o qual por sua vez foi substituído pelo Programa de Aprendizagem Permanente 2007–2013 a 1 de janeiro de 2007.
Está orientado para a educação superior, tem como objetivo «melhorar a qualidade e fortalecer a dimensão europeia da educação superior fomentando a cooperação transnacional entre universidades, estimulando a mobilidade na Europa e melhorando a transparência e o pleno reconhecimento académico dos estudos e qualificações em toda a União». Foi eleito o referido acrónimo porque coincide com o nome em latim do filósofo, teólogo, e humanista Erasmo de Roterdão (1465-1536).
Desde o ano de 2014 o programa continua num formato mais alargado, sendo denominado Erasmus+ como parte da Estratégia Europeia 2020.

## Participação
Existem atualmente mais de 4,000 instituições de educação superior participando no Erasmus ao longo de 37 países envolvidos no programa Erasmus e em 2013, 3 milhões de estudantes haviam participado desde o início do programa em 1987. Apenas em 2012-13, 270,000 participaram, tendo os destinos mais populares sido Espanha, Alemanha, Itália e França. Os estudantes de Erasmus representaram 5 porcento das graduações europeias em 2012.
Diversos estudos levantaram questões relacionadas com a seleção no programa e com a representatividade dos participantes. Tais estudos levantaram dúvidas sobre a inclusividade do programa, segundo o contexto socioeconómico, o nível do estudo ou o desempenho académico. Assim, um estudo analisou as questões financeiras e antecedentes familiares dos estudantes de Erasmus, mostrando que apesar do acesso ao programa ter sido moderadamente alargado, ainda existem barreiras socioeconómicas importantes à participação no programa. Outro estudo argumenta que a razão pela qual o programa Erasmus erra a sua marca para reforçar uma identidade europeia é que ele se dirige a estudantes universitários, que já são muito propensos a sentirem-se Europeus. Finalmente, outro estudo descobriu o que parece ser uma auto-seleção adversa dos estudantes Erasmus baseada no seu desempenho académico anterior, com alunos com melhor desempenho menos propensos a participar do que os com baixo desempenho. Contudo, este caso foi baseado apenas num número de quatrocentos graduados de uma universidade espanhola.

### Requisitos
O programa Erasmus tinha sido previamente restrito a candidatos que tivessem completado pelo menos um ano de estudos de nível superior ou estudos de nível terciário, mas agora está também disponível para os estudantes da educação secundária.
| Ação específica | Programa Erasmus+ | Programa Erasmus+ | Programa Erasmus+ | Programa Erasmus+ | Programa Erasmus+ | Programa Erasmus+ | Programa Erasmus+ | Programa Erasmus+ |
| --------------- | --- | --- | --- | --- | --- | --- | --- | --- |
| Ação específica | Ação Comenius | Ação Erasmus | Ação Erasmus Mundus | Ação Leonardo da Vinci | Ação Grundtvig | Ação Juventude em Ação | Ação Jean Monet | Ação Desporto |
| Âmbito          | Educação infantil, pré-primária, básica e secundária                                                                                             | Educação superior | Diplomas conjuntos de mestrado Erasmus Mundus | Formação profissional | Educação de adultos | Aprendizagem não-formal e informal dos jovens | Estudos sobre a União Europeia | Desporto escolar e universitário |
| Participante    | Estudante, aprendiz, professor, membro do pessoal, conferencista, jovem, voluntário, estagiário e praticante de desporto escolar e universitário | Estudante, aprendiz, professor, membro do pessoal, conferencista, jovem, voluntário, estagiário e praticante de desporto escolar e universitário | Estudante, aprendiz, professor, membro do pessoal, conferencista, jovem, voluntário, estagiário e praticante de desporto escolar e universitário | Estudante, aprendiz, professor, membro do pessoal, conferencista, jovem, voluntário, estagiário e praticante de desporto escolar e universitário | Estudante, aprendiz, professor, membro do pessoal, conferencista, jovem, voluntário, estagiário e praticante de desporto escolar e universitário | Estudante, aprendiz, professor, membro do pessoal, conferencista, jovem, voluntário, estagiário e praticante de desporto escolar e universitário | Estudante, aprendiz, professor, membro do pessoal, conferencista, jovem, voluntário, estagiário e praticante de desporto escolar e universitário | Estudante, aprendiz, professor, membro do pessoal, conferencista, jovem, voluntário, estagiário e praticante de desporto escolar e universitário |

### Detalhes
Os estudantes que se juntarem ao programa Erasmus estudam pelo menos 3 meses ou fazem um estágio por um período de pelo menos 2 meses a um ano académico num outro país. O programa Erasmus garante que o período passado no estrangeiro seja reconhecido pela sua universidade quando regressarem, desde que cumpram os termos previamente acordados. A Suíça foi suspensa como participante no programa Erasmus a partir de 2015, após o voto popular para limitar a imigração de cidadãos da UE para a Suíça. Como consequência, os estudantes suíços não não poderão candidatar-se ao programa e os estudantes Europeus não poderão passar um tempo numa universidade suíça ao abrigo desse programa.
A parte principal do programa é que os estudantes não pagam propinas extra à universidade que visitam. Os estudantes também podem solicitar uma bolsa Erasmus para ajudar a cobrir as despesas adicionais de viver no exterior. Alunos com deficiência podem solicitar um subsídio adicional para cobrir despesas extraordinárias.
A fim de reduzir despesas e aumentar a mobilidade, muitos estudantes também usam a rede de alojamento apoiada pela Comissão Europeia, Housing Anywhere, FlatClub, Studentinn, Eurasmus, Erasmate ou Student Mundial, que são sítios web gratuitos onde os estudantes e jovens podem arrendar, subarrendar, oferecer e trocar de alojamento – numa base nacional e internacional. Um benefício derivado é que os alunos podem compartilhar conhecimentos e trocar dicas e sugestões uns com os outros antes e depois de ir para o exterior.

## Erasmus Mundus

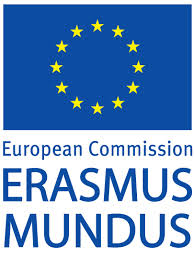

Patrocinado pela Comissão Europeia e aprovado pela Decisão 2317/CE do Parlamento e do Conselho da União Europeia em 5 de Dezembro de 2003, constitui uma importante linha estratégica da Comissão Europeia para a internacionalização e modernização das universidades e qualificações para a promoção e incentivo da excelência universitária.

## A quantia da bolsa Erasmus em Portugal
Portugal é o sétimo país a receber mais estudantes Erasmus com cerca de 50.000 estudantes nos anos de 2015 e 2016, mas apenas o décimo segundo em termos de envio para o exterior. Este elevado número de estudantes recebidos atendendo à população do país, representa um enorme esforço, justificável pelo bom clima em comparação com o norte europeu. O reverso deste movimento poderia ser incentivado, numa dimensão semelhante, no entanto a baixa taxa de graduados em Portugal, a baixa taxa de praticantes de desporto universitário, a elevada taxa de abandono universitário e a situação económica desfavorável mantêm-se como obstáculos à execução do programa Erasmus em Portugal.
A bolsa Erasmus conta com três componentes principais.
Em primeiro lugar, todos os estudantes Erasmus recebem uma ajuda da União Europeia de aproximadamente 110 euros por mês. A nível nacional, o Ministério da Educação, Cultura e Desporto, concede ajudas aos estudantes Erasmus de 185 euros por mês como máximo, dependendo da situação económica de cada estudante, coisa que à data de 29 de outubro de 2013 se modificou, podendo receber esta contribuição só se haver sido beneficiário de uma bolsa do Ministério no ano letivo anterior, mudança que foi acolhida com grande discrepância por fazer-se com caráter retroativo, obrigando a milhares de Erasmus portugueses sentados no seu destino a deslocar-se de regresso a Portugal por não poder fazer frente ao gasto. Por último, algumas Regiões Autónomas também concedem ajudas cuja quantia depende de cada região.
No total, um estudante Erasmus pode reunir entre 200 e 800 euros por mês, segundo a sua situação financeira familiar e a Região Autónoma na qual resida.

## A "Experiência Erasmus"

### Fenómeno cultural

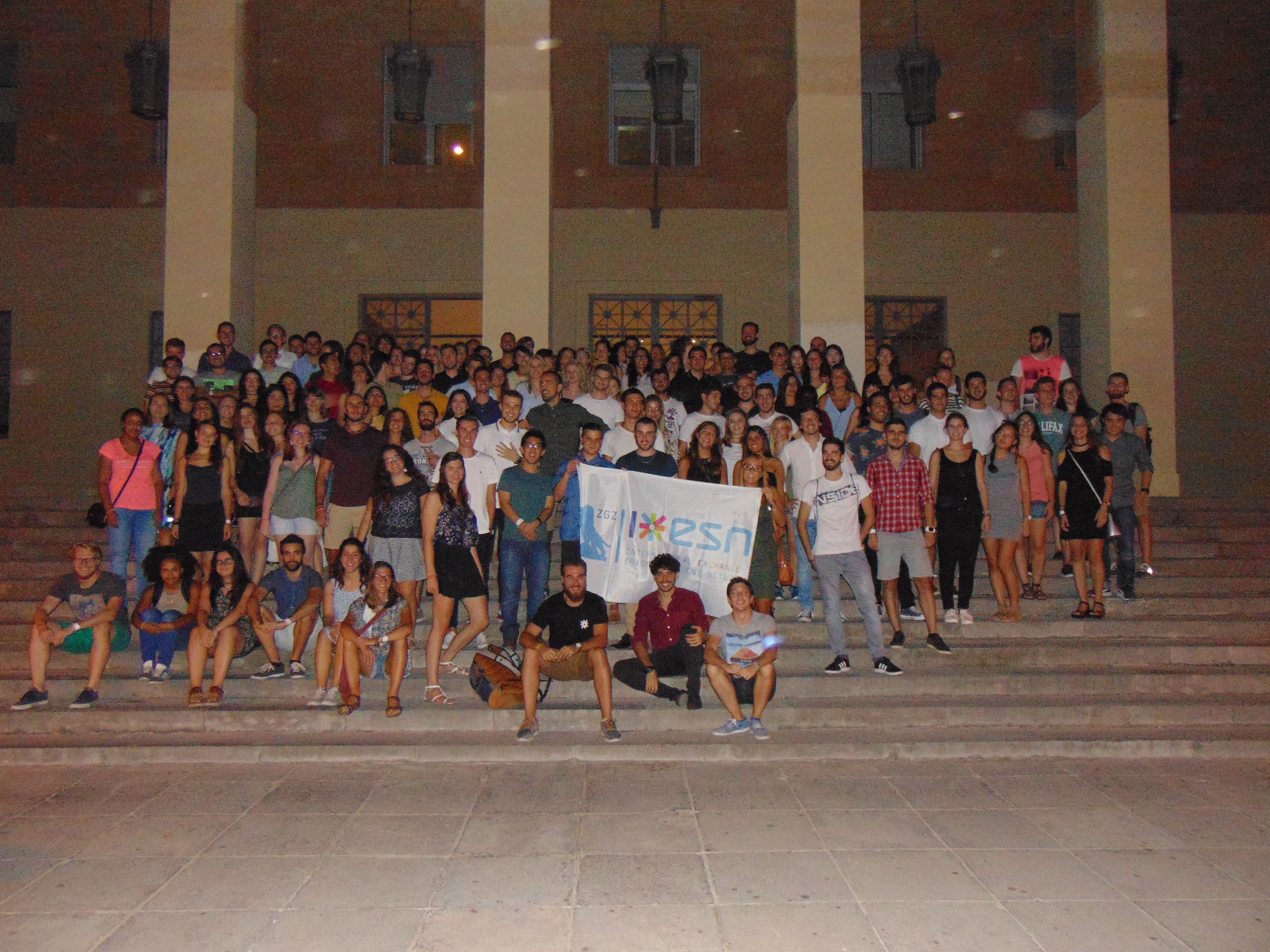
Foto dos membros Erasmus da ESN Zaragoza nos degraus da Faculdade de Direito (setembro de 2016).

Para muitos estudantes Europeus, o programa Erasmus é a primeira vez que vivem e estudam noutro país. Por isso, tornou-se um fenómeno cultural e é muito popular entre os estudantes europeus, passando a ser objeto cinematográfico como o filme francês L'Auberge espagnole, e o documentário Erasmus 24 7O programa promove a aprendizagem e compreensão do país anfitrião. A experiência Erasmus é considerada tanto um tempo para aprender como uma oportunidade para socializar.
Os tutores costumam fazer com que os estudantes de Política ou Relações Internacionais participem no programa. É visto como uma grande oportunidade para estudar no estrangeiro sem ter o custo de viver fora da União Europeia, uma vez que as bolsas disponíveis para estudantes Erasmus não estão disponíveis para aqueles que optam por deixar o continente para estudar.
Alguns académicos especularam que os antigos alunos Erasmus provarão ser uma força poderosa na criação de uma identidade pan-europeia. O cientista político Stefan Wolff, por exemplo, argumentou que "Dê 15, 20 ou 25 anos, e a Europa será dirigida por líderes com uma socialização completamente diferente da de hoje", referindo-se à chamada "geração Erasmus".

## Na cultura popular

### Cinema
A maioria das personagens no filme L'Auberge Espagnole são participantes no programa Erasmus e o programa desempenha um papel central na trama.

### Livros
O romance "Jannat K Patte" (Leaves of Heaven) do romancista paquistanês Nimra Ahmed é baseado no programa Erasmus, onde a protagonista Haya vai para a Universidade Sabancı através do Erasmus Mundus, o qual marca um ponte de viragem na sua vida.

### cafébabel
O fórum público online cafébabel foi fundado em 2001 por estudantes do programa de intercâmbio Erasmus, e está sediado em Paris. O fórum é baseado no princípio do jornalismo participativo. Em julho de 2013 contava com mais de 16,000 membros registados, até 1,500 colaboradores e 20 ‘escritórios locais’ escrevendo sobre a Europa como eles a veem. Contribuidores voluntários traduzem simultaneamente o fórum em seis idiomas – Francês, Inglês, Alemão, Italiano, Espanhol e Polaco.